# Sten Kärrby
Sten Gunnar Kärrby, född 26 november 1921 i Göteborg, död 31 december 1997 i Stockholm, var en svensk nöjesadministratör.
Kärrby samarbetade mycket med Povel Ramel och medskrev manus till radioserierna Jakten på Johan Blöth (1948–1949) och Herr Hålms öden och angantyr (1950–1951).
Under 1950-talet var han idégivare åt Knäppupp, och år 1971 spelade han Tore Gustafsson i AB Svenska Ords film Äppelkriget under pseudonymen Herr K.

## Filmografi
- 1971 – Äppelkriget